# Platynoiryd

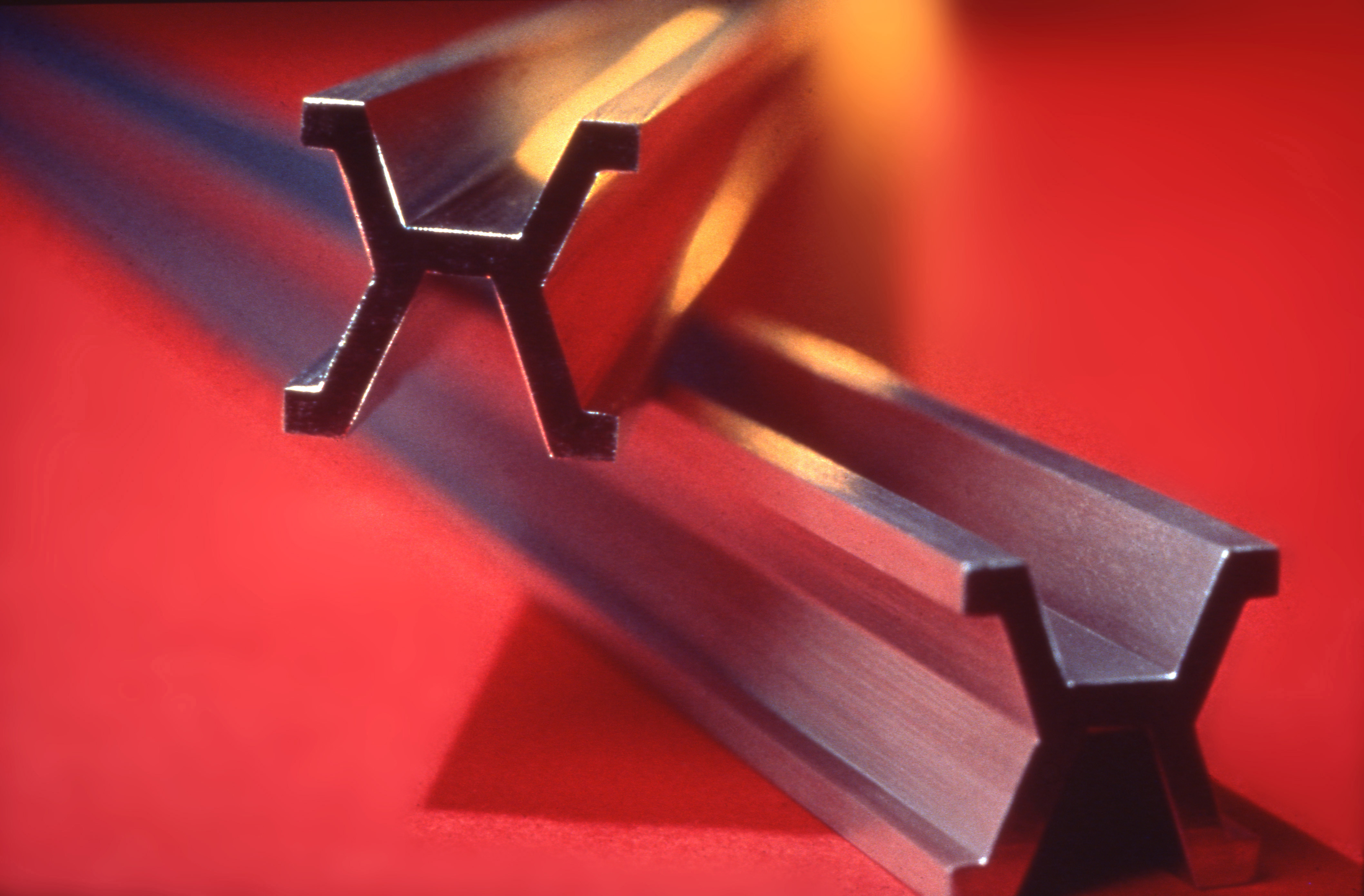
Wizualizacja platynoirydowego wzorca metra

Platynoiryd – stop platyny z irydem. Jego cechą charakterystyczną jest duża twardość, stąd stosowany bywa w stomatologii oraz we wzorcach (np. wzorzec metra i kilograma zostały sporządzone ze stopu składającego się w 90% z platyny i 10% z irydu).